# Víktor Kulikov
Víktor Gueórguievich Kulikov (en ruso: Виктор Георгиевич Куликов; Óblast de Oriol, 5 de julio de 1921-Moscú, 28 de mayo de 2013) fue un comandante militar soviético, mariscal de la Unión Soviética desde 1977 y comandante en jefe del Pacto de Varsovia entre 1977 y 1989. 
Comenzó su carrera combatiendo en la Gran Guerra Patria (1941-1945) y fue nombrado héroe de la Unión Soviética. Comandó el Distrito Militar de Kiev en 1967-1969 y el Grupo de Fuerzas Soviéticas en Alemania en 1969-1971. Entre ese año y 1977 sirvió como jefe del Estado Mayor de las Fuerzas Armadas Soviéticas. En 1983 fue galardonado con el Premio Lenin.
Fue diputado del Soviet Supremo de la URSS entre 1989 y 1991 y de la Asamblea Federal de Rusia entre ese año y 2003. Fue galardonado con la Orden de Playa Girón, máxima condecoración militar cubana, en 2006, por su colaboración militar con la isla durante la Guerra Fría.